# Passiflora davidii
Passiflora davidii är en passionsblomsväxtart som beskrevs av Feuillet. Passiflora davidii ingår i släktet passionsblommor, och familjen passionsblomsväxter. Inga underarter finns listade i Catalogue of Life.